# デリ飯
『デリ飯 クッキングデリ嬢の人生ご飯』（デリめし クッキングデリじょうのじんせいごはん）は、インターネットテレビ局AbemaTVのAbemaSPECIALチャンネルで2018年9月5日から9月27日まで配信されたバラエティ番組。

## 番組概要
もしデリバリー風俗嬢を呼び、ご飯を作ってもらったら?　というありえない設定を実行し、風俗嬢の人となりを想像するドキュメントバラエティー。風俗で働く女性はけして特殊で淫靡な存在ではなく、互いの心のモザイクを取り払えば、ごく一般的な悩みを抱える女性たちである、ということが裏テーマとなっている。
一般男性 宅に風俗嬢を呼び、性的なサービスは受けず に「ご飯を作ってください」と頼み、冷蔵庫の中にあるものなどで一品料理を作ってもらい、料理中および食事中に風俗嬢の悩みや身の上相談を聞いてゆく。男性宅には隠しカメラが仕込まれており、MC陣は隣に借りた部屋から部屋から実況、解説。またモニタリングしながら男性に指示を与える。
なお登場する風俗嬢には出演の事前確認はしていないが、風俗店には許可を取っており、顔出しの出演許諾が取れるであろう女性が選抜されている（顔出しなどの交渉は番組内で行い、それまでは顔にぼかし処理がされている）。
ゲストに風俗に詳しい評論家、料理をプロ目線で解説する料理人をセッティング。全方位から特殊な状況を解説する。

## 出演者

### レギュラー
- ロバート秋山
- ポイズンガールズバンド阿部
- 森咲智美

### ゲスト解説者
- 山崎大紀（1、3）風俗体験漫画家
- ベリッシモ・フランチェスコ[6]（1～4）料理研究家
- ヒクソン☆高田（2）カリスマ風俗客
- フーガン（4）風俗情報サイト取材担当兼カメラマン

## スタッフ
- ナレーション：やちたえこ
- 演出:金丸貴文
- ディレクター:中島太一、長谷川真也、槇雄介（4のみ参加）
- プロデューサー:制野慎太郎
- 構成作家:吉田大吾、山田将平
- 企画協力：阿部智則
- 制作協力：ABEAM
- 制作著作：AbemaTV

## 配信リスト
| 配信開始日   | 話数  | サブタイトル                                                     | 特記        |
| ------------ | ----- | ---------------------------------------------------------------- | ----------- |
| 2018年9月5日 | 第1話 | 痴漢される彼女とSっ気彼女 デリヘル嬢が作るご飯の味は?            | [ 7 ] [ 8 ] |
| 9月12日      | 第2話 | ギンギラ！ギャルとおっとり癒し系彼女 デリヘル嬢が作るご飯の味は? | [ 9 ]       |
| 9月19日      | 第3話 | No1美人デリ嬢と（リモコンで動く）ロボットデリ嬢が作るご飯の味は? |             |
| 9月27日      | 第4話 | タワマンで暮らすデリ嬢と壮絶人生を歩んだ女王様が作るご飯の味は？ |             |